# Pacentro
Pacentro ist eine italienische Gemeinde mit 1085 Einwohnern (Stand 31. Dezember 2023) in der Provinz L’Aquila, Region Abruzzen und ist Mitglied der Vereinigung I borghi più belli d’Italia (Die schönsten Orte Italiens) und grenzt unmittelbar an die Provinz Pescara. 

## Lage und Beschreibung

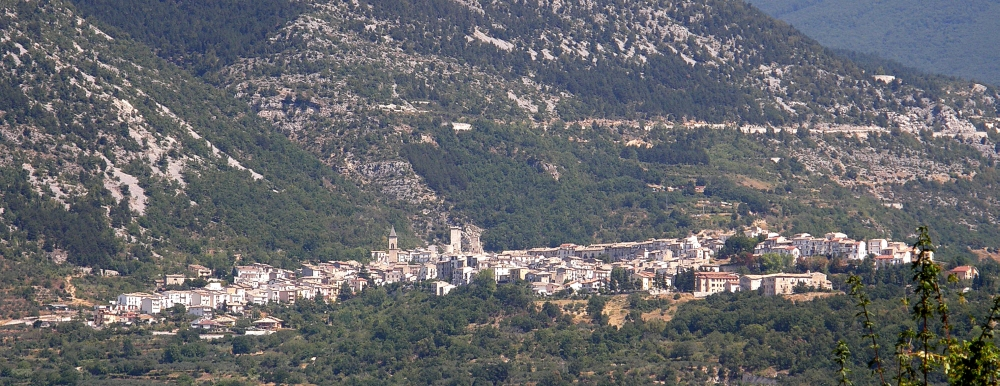
Pacentro

Pacentro liegt oberhalb von Sulmona auf einem Plateau am Hang der Montagne del Morrone im  Majella-Nationalpark. Die Nachbarorte sind Campo di Giove, Cansano, Fara San Martino (CH), Lama dei Peligni (CH), Palena (CH), Sant’Eufemia a Maiella (PE), Sulmona und Taranta Peligna (CH).
Der Ort ist von alter Bebauung aus dem 16. bis 19. Jahrhundert geprägt. Besonders hervorzuheben sind die Kirche Santa Maria della Misericordia aus dem 16. Jahrhundert und die Ruine einer Burg aus dem 14. Jahrhundert.
Die Ruinen des Kastells Cantelmo-Caldora stammen aus dem 11. bis 15. Jahrhundert und bestehen u. a. aus drei Türmen, von denen zwei relativ hoch sind. Der Bau wurde während des Erdbebens 1915 stark beschädigt und 1964 rücksichtslos restauriert. Dabei wurde das Mauerwerk fahrlässig mit Zement befestigt, teilweise sogar ersetzt.

## Geschichte
Die erste urkundliche Erwähnung Pacentros geht auf das 8. Jahrhundert zurück. Im Mittelalter wuchs der Ort um eine dort errichtete Burg, deren Ruine heute noch zu besichtigen ist. Im Jahr 1911 erreichte Pacentro den Höchststand von 4000 Einwohnern. Danach ging die Einwohnerzahl wieder zurück. Besonders in den Jahren nach dem Zweiten Weltkrieg wanderten zahlreiche Einwohner in die USA und nach Australien aus. Die Großeltern der Popsängerin Madonna stammen aus Pacentro.

## Weinbau
In der Gemeinde werden Reben der Sorte Montepulciano für den DOC-Wein Montepulciano d’Abruzzo angebaut.